# Andranik Aleksanyan
Andranik Aleksanyan nació el 6 de mayo de 1998 en Hmelnistky, Ucrania. Andranik es un joven cantante ucrano-armenio que representó a Ucrania en el Festival de Eurovisión Infantil 2009 en Kiev, Ucrania.

## Biografía
A pesar de su corta edad, Andranik ha recibido multitud de premios tanto nacionales como internacionales. Andranik sufre una rara enfermedad que no deja que sus huesos crezcan, por lo que desde hace cinco años sólo ha crecido varios centímetros.
Andranik representó a Ucrania en el Festival de Eurovisión Infantil 2009, en Kiev, Ucrania. Su canción se llama "Try topoli, try surmy"(tres álamos y tres trompetas).Consiguió un quinto puesto.